# Maria Forteza
Maria Mercè Forteza Fuster (Mallorca, 1910 o 1911 – Palma, 27 de gener de 1960) podria ser l'autora de la primera pel·lícula sonora dirigida per una dona a l'Estat espanyol, el curtmetratge Mallorca, segons va assenyalar en el seu moment la Filmoteca Espanyola. Als voltants de la dècada de 1920 va ser ben coneguda com a cupletista i artista de varietats.

## Dades personals que se'n coneixen
Més que una biografia, se'n pot fer un recull d'informacions personals relativament disperses. El seu nom va saltar a la fama quan, el 4 de maig de 2020, la Filmoteca Espanyola va difondre la troballa inesperada d'un curtmetratge sonor, titulat Mallorca, on apareixia, en els crèdits, «Dirección MARIA FORTEZA», i que situaven en la franja 1932-1934. Tant l'obra com el nom i la personalitat de la directora els eren desconeguts, no així el productor Ramon Úbeda, però la seva conclusió era que es tractava de la primera dona que hauria dirigit un film sonor a l'Estat espanyol. Curiosament, en les dades que van facilitar sobre el que sabien de Ramon Úbeda, de segon cognom Perelló, s'incloïa la frase «en 1927 es el operador en el registro de una actuación de la cupletista Maria Mercè que esta incorpora en sus espectáculos a partir de 1927», però no van relacionar que Maria Mercè i Maria Forteza eren la mateixa persona. Això es va saber quan, l'endemà, la web Industrias del cine va publicar en exclusiva la informació que havia obtingut de familiars de Maria Forteza, els quals també aportaven altres detalls importants com el fet que era la muller d'en Ramon.

Mallorquina xueta, Mari Mercè (sic) va debutar el 1924 al Teatre Líric de Palma amb el nom de Maruja la Isleñita, en una dècada en la qual van debutar al mateix teatre una sèrie d'actrius joveníssimes mallorquines que assolirien una gran celebritat com a cupletistes. També hi ha constatació de la seva actuació, com a Maruja la Isleñita, en el Teatre Balear el 6 de febrer de 1924. Llorenç Capellà, el 1999 en el seu llibre La Mallorca del clavell, fa referència al contingut del número del 26 de juny de 1926 del setmanari Arte y Valor, editat a Palma, en aquests termes:
| « | El número quatre de Arte y Valor dedicava la primera plana a Maria Mercè, la fotografia de la qual, amb quatre plomes pel cap, anava acompanyada de la llegenda següent: ‘Bella y genial artista del couplé y reina de las saetas que cautiva a los público por su arte y simpatía personal'. Cap lector de la publicació no diria que aquesta senyora s'havia anunciat, en els seus començaments artístics, amb el nom de Maruja La Isleñita, ni que fora dels escenaris era na Maria Forteza del carrer d'en Fiol. | » |

A l'hemeroteca de La Almudaina s'han trobat dades com ara que el seu debut, com a Maruja la Isleñita, va ser 28 de gener de 1924, que el 15 de novembre de 1925 Maria Mercè va actuar en el Teatre Victoria del barri de Santa Catalina o el 31 de gener de 1926 en el Cine Palace, posteriorment reanomenat Bellas Artes, després de les projeccions cinematogràfiques. L'alternança d'espectacles teatral, sobretot de varietats, i cinematogràfic en una mateixa sessió es va introduir a Mallorca el 1924. Per altra banda, segons indica l'investigador mallorquí Cristòfol-Miquel Sbert, en realitat les cupletistes cantaven uns vint minuts, però els seus espectacles podien durar tres hores, ja que, per completar-los, van començar a projectar documentals sobre elles mateixes, cosa que encaixa amb les filmacions que Ramon Úbeda li va fer el 1927. En un article del 1958 a la revista Santanyí es deia, sobre Maria Mercè, que «es distingia per l'elegància i riquesa del seu vestuari»; també que era col·laboradora i ajudant incansable de Úbeda en les seves aventures cinematogràfiques.
En els anys trenta es produeixen diversos fets la seqüència dels quals no queda del tot clara amb les informacions disponibles. D'una banda, hi ha la realització del senzill curtmetratge Mallorca, amb direcció de Maria Forteza i producció de Ramon Úbeda, que la Filmoteca situa en els anys 1932-1934. Per altra banda, se sap que els dos es van casar a Sant Gervasi de Barcelona i que es van traslladar a la capital catalana. El 1935 Úbeda va registrar, a Barcelona, la marca Fono Palma per a un establiment d'impressió de pel·lícules sonores i, efectivament, Estudios Fono Palma seria un dels vuit estudis de doblatge de films que hi havia a Barcelona l'any 1935 i estaria en els baixos del seu propi domicili.
En els anys quaranta la família —havien tingut una filla— es trasllada a Lisboa i viuran a la Rúa Ferreira Lapa. Allí Maria Forteza va continuar desenvolupant la seva carrera artística,si bé va passar de cantar cuplets a cantar fados. Hauria cantat amb Amália Rodrigues, de qui esdevindrà molt amiga.
Problemes conjugals, que s'haurien posat de manifest cap al 1947, acabarien amb Maria Forteza i la seva filla Marita tornant a Mallorca el 1950 i Ramon Úbeda iniciant, el 1951, un periple americà que el portaria a Brasil, Argentina i Uruguai. No tornarien a coincidir. Va morir a Palma el 27 de gener de 1960, a l'edat de 49 anys.

## El curtmetratgeMallorca
El 4 de maig de 2020 el Ministeri de Cultura va anunciar que la Filmoteca Espanyola havia localitzat la primera pel·lícula sonora dirigida per una dona a l'Estat, un curtmetratge titulat Mallorca, dirigit per Maria Forteza entre 1932 i 1934, d'una durada de set minuts i quaranta segons. El curt, que havia arribat a la Filmoteca el 1982, no es va escanejar fins pocs dies abans que a Espanya es decretés l'estat d'alarma per la pandèmia per coronavirus, fet que va implicar que el descobriment i la recerca associada, fins aquell moment, la fes l'equip de la Filmoteca amb els mitjans que tenien a les seves cases. Per això, en el moment de l'anunci, van dir que no sabien res de la directora, ni tenien cap pista sobre el rodatge, la producció o la possible estrena de l'obra, ni sobre el sistema sonor que apareixia en els crèdits, encara que sí sabien bastantes dades sobre el productor, segons recollia Josetxo Cerdán, director de la Filmoteca, en la informació que es va fer pública.
El documental és un recorregut pel paisatge costaner, rural i urbà de la Mallorca dels anys 30, inspirat per l'estètica musical d'Isaac Albéniz a qui està dedicat, com a homenatge en forma d'ofrena. Entre altres punts, s'hi mostren el convent de Santa Clara de Palma, el claustre de Sant Francesc, la Llotja, es Born o Sa Foradada.
Durant tot el film sona una única peça: la barcarola Mallorca, Opus 202 (1890), original per a piano. L'arranjament orquestral del film fou escrit per Rafel Parellada, qui surt esmentat als títols de crèdit i seria col·laborador habitual en les produccions del tàndem Forteza-Úbeda. A part de la peça homònima, un treball posterior (Joan Parets, Antoni Mir: Isaac Albéniz a Mallorca, Ed. Consell de Mallorca, 2004), va documentar que Isaac Albéniz tenia un estret lligam amb l'illa, més enllà de l'àmbit professional: hi ha documentats tres viatges oficials, però és probable que hi anés d'incògnit en altres ocasions. Cal afegir que una filla seva (Enriqueta Albéniz es va casar amb un mallorquí, Vicenç Alzamora. A més, la barcarola hauria estat composta durant un dels viatges d'Albéniz a l'illa. De tot això es conclouria que el motiu d'usar la música d'Albéniz com a fil conductor i retre-li un homenatge podria venir motivat per la seva vinculació amb Mallorca, un fet més estret del que realment es coneix.
Per a alguns, Ramon Úbeda, el productor, n'hauria estat l'autèntic director. En opinió del director de l'Arxiu del So i de la Imatge de Mallorca, Xisco Bonnín, «el més probable és que ella fos la seva col·laboradora i que treballés com a coordinadora en aquest projecte». Algun familiar d'Úbeda també trobava estranya la imatge d'ella com a cineasta pionera, tal com s'estava difonent.
Per altra banda, la investigadora de cine balear Magdalena Rubí va detectar indicis pels quals difícilment es podria tractar d'imatges preses abans del final de la Guerra Civil, atès que el matrimoni no hauria pogut viatjar en cap cas a Mallorca durant la guerra. Si es confirmés aquesta hipòtesi, la cineasta Rosario Pi continuaria essent la primera dona a dirigir una pel·lícula sonora a Espanya, en concret El gato montés de 1935, i no Maria Forteza.

## Obres relacionades
Montserrat Casals i Baqué (1882-1945), coneguda en el món del teatre com a Elena Jordi, després d'uns anys dedicats al teatre i de convertir-se, amb la seva pròpia companyia, en la reina absoluta del Paral·lel de Barcelona, va produir i dirigir la pel·lícula Thaïs, en la qual també feia el paper protagonista. Era l'any 1918 i es va convertir en la primera directora de cinema de la península Ibèrica. No en consta cap altra realització cinematogràfica.
El 1921, una altra dona, la ballarina i actriu Helena Cortesina (1904-1984) va dirigir el film mut Flor de España o La leyenda de un torero. Aquesta va ser la seva única pel·lícula.
Fent-ne un paral·lelisme, es podria estendre parcialment a Maria Forteza la consideració que sobre aquestes dues dones va fer la professora Barbara Zecchi, de la Universidad de Massachusetts Amherst: «... ambdues varen tenir trajectòries i perfils força semblants, que en algun moment fins i tot van arribar a creuar-se. Les dues foren molt versàtils: Cortesina fou ballarina, actriu de teatre i vodevil, actriu de cinema, cantant, guionista, directora de cine, productora i empresària teatral. També Jordi fou cantant, actriu de vodevil i empresària teatral, a més d'actriu i directora de cine.».
El curtmetratge de Forteza s'inscriu en el context que s'enceta a finals dels anys vint amb nombroses produccions documentals que mostren diferents regions i nacions de l'Estat espanyol, un corrent exemplificat a les Illes Balears amb el documental de Josep Maria Verger del mateix títol, Mallorca, del 1927.